# لکزینگتون (میزوری)
لکزینگتون (به انگلیسی: Lexington) یک شهر در ایالات متحده آمریکا است که در شهرستان لافایت، میزوری واقع شده‌است. لکزینگتون ۱۳٫۹۳ کیلومتر مربع مساحت و ۴٬۷۲۶ نفر جمعیت دارد و ۲۵۹ متر بالاتر از سطح دریا قرار دارد.